# 北郷裕美
北郷 裕美（きたごう ひろみ、1958年2月21日 - 、男性）は、日本の社会学者、法政大学大学院政策創造研究科教授。専門領域は、メディア論、情報学、地域社会学、コミュニティ放送、観光社会学。学位は博士（国際広報メディア）（北海道大学・2008年）。

## 経歴
旭川市に生まれる。1976年に北海道旭川東高等学校を卒業し、小樽商科大学商学部に進み、在学中にSTVラジオでアシスタントディレクター職を経験する。
1983年に小樽商科大学を卒業して上京しリクルートをはじめ、広告・映像などメディア関係の職場を複数経験した。
2000年から2003年にかけて、札幌市西区のコミュニティ放送「三角山放送局」を経営するらむれすで、営業部長を務めた。
その後、札幌学院大学大学院地域社会マネジメント研究科修士課程(指導教授:稲村勲 小内純子)、北海道大学大学院国際広報メディア研究科博士課程(指導教授:鈴木純一)に学び、2008年、「コミュニティ・メディアと地域社会：公共的コミュニケーションの視点からの考察」により北海道大学から博士（国際広報メディア）を取得した。
この間、2004年から札幌学院大学地域社会マネジメント研究センター専門員となり、2012年には、札幌大谷大学社会学部地域社会学科准教授となった。その後、2016年に大正大学地域創生学部教授、2020年に大正大学社会共生学部教授となった。2023年4月に法政大学大学院政策創造研究科教授に就任した。

## おもな著書

### 単著
- コミュニティFMの可能性：公共性・地域・コミュニケーション、青弓社、2015年

### 共著
- 日本のコミュニティ放送-理想と現実の間で―、晃洋書房、2017年
- 地域創生への招待―日本の明るい未来を切り拓く人材を養成、大正大学出版会、2020年
- 公共政策基礎ゼミナール　大正大学出版会、2021年 (第6章 「公共政策とメディア――地域情報化政策における協働の在り方」担当)
- 新・公共経営論:事例から学ぶ市民社会のカタチ、ミネルヴァ書房 、2020年
- 市民が育む持続可能な地域づくり - 地域メディアの役割と文化拠点としてのミュージアム、同時代社、2023年